# Eclipse lunar de 25 de junho de 1983
| Eclipse Lunar Parcial 25 de junho de 1983 | Eclipse Lunar Parcial 25 de junho de 1983 |
| --- | ----------------------------------------- |
| A Lua cruzando ao sul do cone de sombra da Terra, de oeste para leste (da direita para a esquerda), com o trecho norte da Lua escurecido pela sombra. |                                           |
| Gamma | -0,8151                                   |
| Saros (e membro) | 139 (20 de 81)                            |
| Sequência de eclipses lunares |                                           |
| Anterior | 30 de dezembro de 1982                    |
| Próximo | 20 de dezembro de 1983                    |
| Duração (hr:mn:sc) |                                           |
| Parcial | 2:14:35                                   |
| Penumbral | 5:14:43                                   |
| Fases e Horários do Eclipse (UTC) |                                           |
| P1 | 5:44:56                                   |
| U1 | 7:14:57                                   |
| Máximo | 8:22:18                                   |
| U4 | 9:29:32                                   |
| P4 | 10:59:39                                  |

O eclipse lunar de 25 de junho de 1983 foi um eclipse parcial, o primeiro de dois eclipses lunares do ano, e único como parcial. Teve magnitude umbral de 0,3348 e penumbral de 1,3901. Teve duração de cerca de 134 minutos.
Durante o momento máximo do eclipse, a sombra umbral da Terra cobriu apenas o trecho norte do disco lunar (cerca de 30% da superfície), que ficou obscurecido pelo cone de sombra, enquanto o restante da superfície ficou mergulhada na faixa de penumbra, com seu brilho gradualmente reduzido e um pouco mais escuro à medida que avança mais ao norte, região atingida pela umbra.
A Lua cruzou uma parte da extremidade sul da sombra da Terra, em nodo descendente, dentro da constelação de Sagitário, próxima à nebulosa NGC 6514 (M 20 - Nebulosa Trífida), e perto de estrelas como Epsilon Sagittarii (ε Sgr - Kaus Australis), Delta Sagittarii (δ Sgr - Kaus Media) e Lambda Sagittarii (λ Sgr - Kaus Borealis).

## Série Saros
Eclipse pertencente ao ciclo lunar Saros de série 139, sendo este de número 20, com total de 81 eclipses da série. O último eclipse do ciclo foi o eclipse parcial de 14 de junho de 1965, e o próximo será com o eclipse parcial de 5 de julho de 2001.

## Visibilidade
Foi visível sobre o Pacífico, Américas, Austrália, Nova Zelândia, Antártida e no Atlântico.
| Região do planeta onde foi visível durante o máximo do eclipse - 8:22 UTC. O sudeste do Pacífico obteve a melhor observação do meio do eclipse, de onde foi visível à meia-noite. |
| Mapa de visibilidade do eclipse |